# OTDR

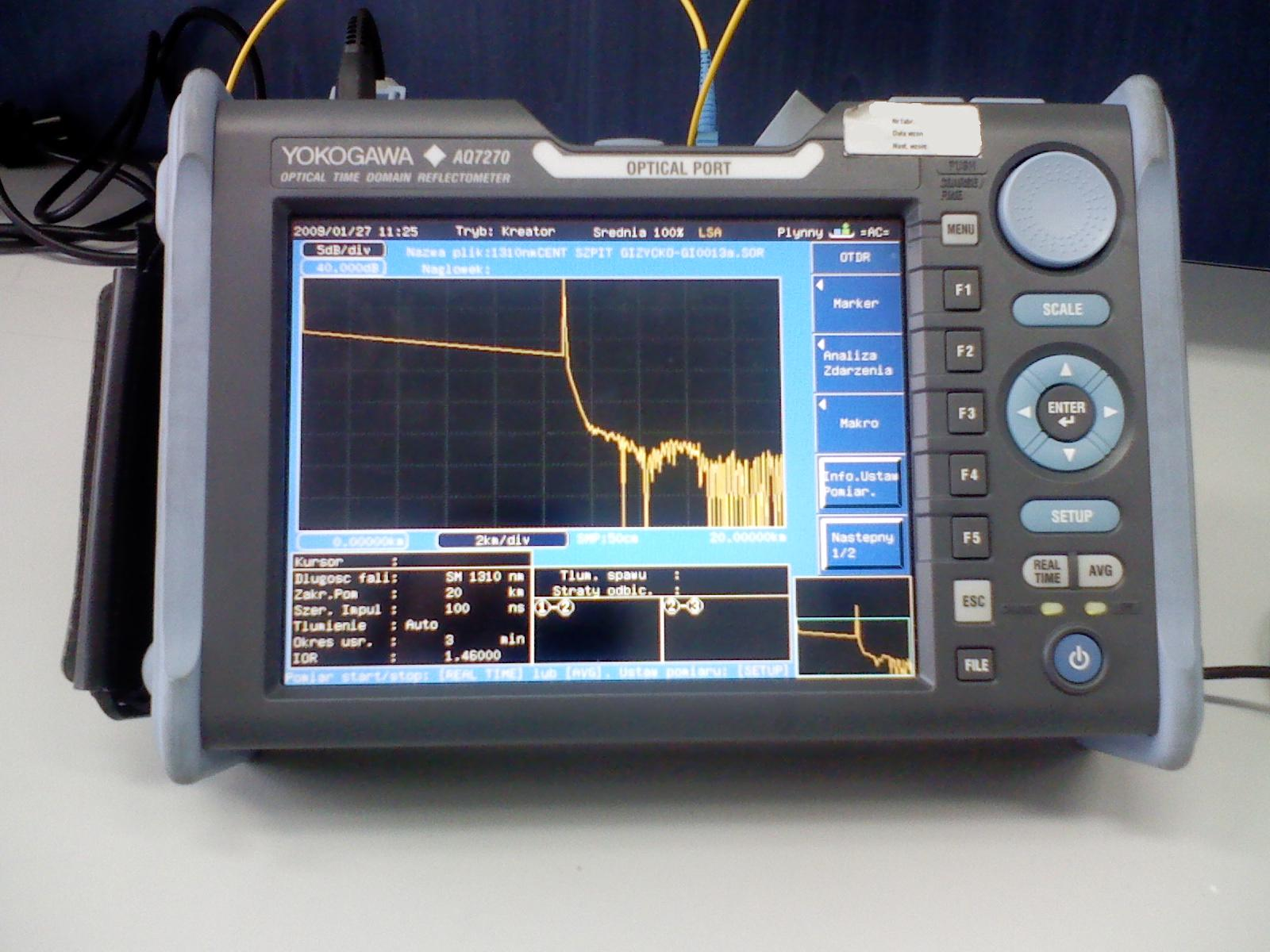
Um OTDR

Optical time-domain reflectometer (OTDR) um instrumento optoeletrônico usado para caracterizar uma fibra óptica. Um OTDR equivalente óptico é um reflectômetro de domínio do tempo eletrônico. Ele injeta uma série de pulsos ópticos na fibra sob teste e extratos, a partir da mesma extremidade da fibra, luz que está espalhada ( Rayleigh backscatter) ou refletida de volta dos pontos ao longo da fibra. A força dos pulsos de retorno é medida e integrada como uma função de time e plotada como uma função do comprimento da fibra.

## Confiabilidade e qualidade
A confiabilidade e a qualidade de um OTDR são baseadas em sua precisão, alcance de medição, habilidade para resolver e medir eventos bem espaçados, velocidade de medição e habilidade para executar satisfatoriamente sob vários extremos ambientais e após vários tipos de abuso físico. O instrumento também é avaliado com base em seu custo, recursos fornecidos, tamanho, peso e facilidade de uso.
Precisão: as medições devem possuir uma confiabilidade, o mesmo teste, nas mesmas condições devem ter resultados semelhantes independente da quantidade de vezes medido. Quanto mais próximo da exatidão, mais confiável é o equipamento.
Faixa de medição: Definida como a atenuação máxima que pode ser colocada entre o instrumento e o evento a ser medido, para o qual o instrumento ainda poderá medir o evento dentro de limites aceitáveis das suas medições.
Resolução do instrumento: uma medida de quão perto dois eventos podem ser espaçados e ainda ser reconhecidos como dois eventos separados. A duração da medição do pulso e os dados do intervalo de amostragem criam uma limitação de resolução para OTDRs. A resolução também é freqüentemente limitada quando reflete o OTDR e sobrecarrega temporariamente o detector. Sempre que isso ocorra, é necessário algum tempo antes que o instrumento possa resolver um segundo evento de fibra. Alguns fabricantes OTDR usam um procedimento de "mascaramento" para melhorar a resolução. O procedimento protege ou "mascara" o detector de reflexões de fibra de alta potência, evitando a sobrecarga do detector e eliminando a necessidade de recuperação do detector.
Os Requisitos da Indústria para OTDRs são definidos nos Requisitos Gerais para Reflectômetro de Domínio de Tempo Óptico (OTDR).